# سفارت مصر در مسکو
سفارت مصر در مسکو (به لاتین: Embassy of Egypt) یک سفارت در روسیه است که در Khamovniki District واقع شده‌است.